# Oligopol
Ett oligopol är en marknadsform som uppstår på marknaden när det bara finns ett fåtal säljare (företag). Marknader med oligopol karakteriseras ibland av hög produktdifferentiering eller låg dito.
Om de få säljarna gör upp inbördes om priser och liknande kallas det för en kartell. Karteller är dock inte begränsade till oligopolmarknader. Ett oligopol kan vara ett privilegium, såsom det exempelvis var för skråväsendet eller som det för något decennium var för mobiltelefonoperatörerna i Sverige och Finland. Misstänkta begränsningar i den fria konkurrensen utreds av Konkurrensverket.
Det finns även naturliga oligopol, vilket är oligopol där det finns mer eller mindre starka etableringshinder. Sådana exempel återfinns på energi- och råvarumarknaderna, där bensinstationer, elbolag samt metall- och skogsindustribolag är i oligopolställning. De naturliga oligopolen beror i dessa fall på att det är mycket dyrt att etablera nya bensinstationer, kraftverk, metallsmältverk eller pappersbruk, varför antalet aktörer också blir begränsat.
Om en enda säljare (ett enda företag) är ensamt på en viss marknad betecknas det som ett monopol. Ett oligopol med två säljare kallas duopol.
Patent är en metod för att begränsa konkurrens genom att lagligen tilldela en vara monopol under en viss tid. Patent har skapats för att det ska löna sig att innovera. Ett patent begränsar dock inte konkurrenter från att lösa samma problem men på ett annat sätt. Till exempel kan flera olika magsårsläkemedel säljas på marknaden. De kan lösa problemet med magsår på olika sätt och varje sätt kan vara patenterat. Dessutom kan ett patenterat magsårsläkemedel konkurrera med läkemedel där patentet löpt ut. Patent och andra lagliga monopol kan således bidra till att oligopol uppstår.
Om det är köparsidan som endast har ett fåtal köpare brukar den uppkomna marknadssituationen kallas oligopsoni.